# Europsko prvenstvo u nogometu – Poljska i Ukrajina 2012.
Europsko prvenstvo u nogometu 2012. (popularno kao UEFA Euro 2012) natjecanje je koje se održavalo u Poljskoj i Ukrajini. Ovo je bilo 14. muško europsko prvenstvo, i zadnje koje se sastojalo od 16 momčadi; naime od 2016. igra se u formatu s 24 momčadi. Za natjecanje je izgrađeno ili renovirano osam stadiona u isto toliko gradova, po četiri u Poljskoj i Ukrajini.
Prvenstvo se igralo između 8. lipnja i 1. srpnja 2012., s utakmicom otvorenja u Varšavi i finalom u Kijevu. Branitelj naslova bila je reprezentacija Španjolske. Nijedan od domaćina nije se plasirao u četvrtfinale, drugi put u povijesti nakon Eura 2008. s Austrijom i Švicarskom.
Pobjednikom je postala Španjolska, pobijedivši Italiju u finalu rezultatom 4:0. Osvajanjem ovog naslova, Španjolska je postala prva reprezentacija koja je osvojila dva europska prvenstva zaredom, te prva koja je postala pobjednikom tri velika natjecanja zaredom, nakon europskog 2008. i Svjetskog prvenstva 2010. Kako su Španjolci kao svjetski prvaci već osigurali nastup na Konfederacijskom kupu 2013. u Brazilu, umjesto njih kvalificirala se drugoplasirana Italija.

## Odabir domaćina
Prvotno su se za ovo prvenstvo kandidirale zajednički Hrvatska i Mađarska, Italija, Rusija, Rumunjska, Azerbajdžan (kandidaturu su sami povukli) te zajednički Poljska i Ukrajina, Turska i Grčka.
Prvo probiranje je bilo 8. studenog 2005. Nakon tog izbora, ostale su Italija, i zajedničke kandidature Hrvatske i Mađarske, te Poljske i Ukrajine.
Konačni izbor je bio u Cardiffu, 18. travnja 2007. godine.
| Rezultati glasovanja | Rezultati glasovanja |
| Država               | Glasova              |
| -------------------- | -------------------- |
| Poljska / Ukrajina   | 8                    |
| Italija              | 4                    |
| Hrvatska / Mađarska  | 0                    |

## Kvalifikacije

### Kvalifikacijske skupine
U ždrijebu u Varšavi su 7. veljače 2010. izvučene kvalifikacijske skupine. Na završnicu uz domaćine Poljsku i Ukrajinu, izravno se plasiralo devet pobjednika kvalifikacijskih skupina, te najbolji drugoplasirani iz svih skupina, a preostalih 8 drugoplasiranih su ždrijebom određeni u 4 para koji su kroz razigravanje dala preostala četiri sudionika završnice.
| Skupina A   | Skupina B  | Skupina C      | Skupina D   | Skupina E  |
| ----------- | ---------- | -------------- | ----------- | ---------- |
| Njemačka    | Rusija     | Italija        | Francuska   | Nizozemska |
| Turska      | Irska      | Estonija       | BiH         | Švedska    |
| Belgija     | Armenija   | Srbija         | Rumunjska   | Mađarska   |
| Austrija    | Slovačka   | Slovenija      | Bjelorusija | Finska     |
| Azerbajdžan | Makedonija | Sjeverna Irska | Albanija    | Moldavija  |
| Kazahstan   | Andora     | Farski otoci   | Luksemburg  | San Marino |

| Skupina F | Skupina G | Skupina H | Skupina I   | Izravno plasirani domaćini |
| --------- | --------- | --------- | ----------- | -------------------------- |
| Grčka     | Engleska  | Danska    | Španjolska  | Poljska                    |
| Hrvatska  | Crna Gora | Portugal  | Češka       | Ukrajina                   |
| Izrael    | Švicarska | Norveška  | Škotska     |                            |
| Latvija   | Wales     | Island    | Litva       |                            |
| Gruzija   | Bugarska  | Cipar     | Lihtenštajn |                            |
| Malta     |           |           |             |                            |

### Kvalificirane momčadi
Završnica se sastoji od 16 reprezentacija, u formatu korištenom od 1996. Neki su europski nogometni savezi bili za to da se završnica igra s 24 momčadi, iako se broj UEFA-inih novih saveza nije puno povećao od 1996. (53 u travnju 2006. naspram 48 1996. godine). 17. travnja 2007., Izvršni odbor UEFA-e je službeno odbio proširenje na 24 momčadi u Euru 2012. Međutim, UEFA je odlučila proširiti natjecanje u Francuskoj 2016. na 24 momčadi.
| Momčad     | Kvalificirana kao         | Datum kvalificiranja | Dosadašnji nastupi | Nastup u nizu | Zadnji nastup | Najbolji plasman                 |
| ---------- | ------------------------- | -------------------- | ------------------ | ------------- | ------------- | -------------------------------- |
| Poljska    | domaćin                   | 18. travnja 2007.    | 1                  | 2.            | 2008.         | 1. krug (2008.)                  |
| Ukrajina   | domaćin                   | 18. travnja 2007.    | 0                  | 1.            | –             | —                                |
| Njemačka   | prvoplasirani u skupini A | 2. rujna 2011.       | 101                | 11.           | 2008.         | pobjednici (1972., 1980., 1996.) |
| Italija    | prvoplasirani u skupini C | 6. rujna 2011.       | 7                  | 3.            | 2008.         | pobjednici (1968.*)              |
| Nizozemska | prvoplasirani u skupini E | 6. rujna 2011.       | 8                  | 7.            | 2008.         | pobjednici (1988.)               |
| Španjolska | prvoplasirani u skupini I | 6. rujna 2011.       | 8                  | 5.            | 2008.         | pobjednici (1964.*, 2008.)       |
| Engleska   | prvoplasirani u skupini G | 7. listopada 2011.   | 7                  | 1.            | 2004.         | trećeplasirani (1968., 1996.*)   |
| Švedska    | najbolji drugoplasirani   | 11. listopada 2011.  | 4                  | 4.            | 2008.         | polufinale (1992.*)              |
| Danska     | prvoplasirani u skupini H | 11. listopada 2011.  | 7                  | 1.            | 2004.         | pobjednici (1992.)               |
| Francuska  | prvoplasirani u skupini D | 11. listopada 2011.  | 7                  | 6.            | 2008.         | pobjednici (1984.*, 2000.)       |
| Grčka      | prvoplasirani u skupini F | 11. listopada 2011.  | 3                  | 3.            | 2008.         | pobjednici (2004.)               |
| Rusija     | prvoplasirani u skupini B | 11. listopada 2011.  | 92, 3              | 3.            | 2008.         | pobjednici (1960.)               |
| Hrvatska   | pobjednik doigravanja     | 15. studenog 2011.   | 3                  | 3.            | 2008.         | četvrtfinale (1996., 2008.)      |
| Češka      | pobjednik doigravanja     | 15. studenog 2011.   | 74                 | 5.            | 2008.         | pobjednici (1976.)               |
| Irska      | pobjednik doigravanja     | 15. studenog 2011.   | 1                  | 1.            | 1988.         | skupina (1988.)                  |
| Portugal   | pobjednik doigravanja     | 15. studenog 2011.   | 5                  | 5.            | 2008.         | doprvaci (2004.*)                |

Bilješke
* Domaćin prvenstva
1 Pet nastupa kao Zapadna Njemačka
2 Pet nastupa kao SSSR
3 Jedan nastup kao ZND
4 Tri nastupa kao Čehoslovačka

## Stadioni
| Varšava            | Poznanj           | Gdanjsk           | Wrocław           |
| ------------------ | ----------------- | ----------------- | ----------------- |
| Nacionalni stadion | Stadion Miejski   | PGE Arena         | Stadion Miejski   |
| Kapacitet: 58 145  | Kapacitet: 41 609 | Kapacitet: 42 105 | Kapacitet: 42 771 |
|                    |                   |                   |                   |
|                    |                   |                   |                   |
| Kijev              | Harkiv            | Donjeck           | Lavov             |
| Olimpijski stadion | Stadion Metalist  | Donbas Arena      | Arena Lavov       |
| Kapacitet: 70 050  | Kapacitet: 38 863 | Kapacitet: 51 504 | Kapacitet: 34 915 |
|                    |                   |                   |                   |

### Bivši kandidati
Sljedeći su se stadioni također kandidirali, ali je UEFA njihove prijedloge odbacila 13. svibnja 2009.
| Grad            | Stadion            | Kapacitet | Korisnik                                                                                  | Utakmice               |
| --------------- | ------------------ | --------- | ----------------------------------------------------------------------------------------- | ---------------------- |
| Chorzów         | stadion Śląski     | 55 000    | Poljska (Górnik Zabrze, GKS Katowice, Ruch Chorzów, Polonia Bytom samo za važne utakmice) | nije se izabralo       |
| Kraków          | stadion Wisła      | 35 000    | Wisła Kraków                                                                              | nije se izabralo       |
| Odesa           | stadion Čornomorec | 34 362    | FK Čornomorec Odesa                                                                       | nije se izabralo       |
| Dnjipropetrovsk | Dnipro Arena       | 31 003    | FK Dnjipro Dnjipropetrovsk                                                                | 3 utakmice u skupinama |

## Ždrijeb skupina
Ždrijeb za završnicu Europskog prvenstva 2012. održan je 2. prosinca 2011. u Ukrajinskoj umjetničkoj palači u Kijevu.
Kao što je bio slučaj sa ždrijebom prethodna dva prvenstva 2004. i 2008., šestnaest momčadi koje su osigurale završnicu prvenstva podijeljene su u četiri jakosne skupine, određene prema UEFA-inom koefcijentu, gdje svaka skupina prvenstva ima jednu ekipu iz svake jakosne skupine.
Prva jakosna skupina je uključivala Poljsku i Ukrajinu kao domaćine i Španjolsku kao branitelja naslova. Iduće su pozicije u jakosnim skupinama određene prema posebnom UEFA-inom koefcijentu, koji uključuje 20 % uspjeha u kvalifikacijama i završnici Eura 2008., 40% uspjeha na kvalifikacijama i završnici SP-a 2010., i 40% uspjeha na kvalifikacijama za ovo prvenstvo.
| 1. jakosna skupina                                                               | 2. jakosna skupina                       | 3. jakosna skupina                      | 4. jakosna skupina                   |
| -------------------------------------------------------------------------------- | ---------------------------------------- | --------------------------------------- | ------------------------------------ |
| - Poljska (smještena u A1) - Ukrajina (smještena u D1) - Španjolska - Nizozemska | - Njemačka - Italija - Engleska - Rusija | - Hrvatska - Grčka - Portugal - Švedska | - Danska - Francuska - Češka - Irska |

## Natjecanje po skupinama
| Tablica boja                            |
| --------------------------------------- |
| Momčad je prošla u drugi dio prvenstva  |
| Momčad je ispala iz Europskog prvenstva |

### Skupina A
| Momčad  | Uta. | Pob. | Izj. | Por. | PoG. | PrG. | GR | Bod. |
| ------- | ---- | ---- | ---- | ---- | ---- | ---- | -- | ---- |
| Češka   | 3    | 2    | 0    | 1    | 4    | 5    | -1 | 6    |
| Grčka   | 3    | 1    | 1    | 1    | 3    | 3    | 0  | 4    |
| Rusija  | 3    | 1    | 1    | 1    | 5    | 3    | +2 | 4    |
| Poljska | 3    | 0    | 2    | 1    | 2    | 3    | -1 | 2    |

| 8. lipnja 2012. 18:00 (UTC+2) |             |                |                                                                                    |
| Poljska                       | 1 : 1       | Grčka          | Nacionalni stadion, Varšava Broj gledatelja: 56 070 Sudac: Carlos Velasco Carballo |
| Lewandowski 17'               | (izvještaj) | Salpigidis 51' | Nacionalni stadion, Varšava Broj gledatelja: 56 070 Sudac: Carlos Velasco Carballo |

| 8. lipnja 2012. 20:45 (UTC+2)                 |             |           |                                                                     |
| Rusija                                        | 4 : 1       | Češka     | Stadion Miejski, Wrocław Broj gledatelja: 40 803 Sudac: Howard Webb |
| Džagojev 15', 79' Širokov 24' Pavljučenko 82' | (izvještaj) | Pilař 52' | Stadion Miejski, Wrocław Broj gledatelja: 40 803 Sudac: Howard Webb |

| 12. lipnja 2012. 18:00 (UTC+2) |             |                     |                                                                         |
| Grčka                          | 1 : 2       | Češka               | Stadion Miejski, Wrocław Broj gledatelja: 41 105 Sudac: Stéphane Lannoy |
| Gekas 53'                      | (izvještaj) | Jiracek 3' Pilař 6' | Stadion Miejski, Wrocław Broj gledatelja: 41 105 Sudac: Stéphane Lannoy |

| 12. lipnja 2012. 20:45 (UTC+2) |             |              |                                                                           |
| Poljska                        | 1 : 1       | Rusija       | Nacionalni stadion, Varšava Broj gledatelja: 55 920 Sudac: Wolfgang Stark |
| Blaszczykowski 57'             | (izvještaj) | Džagojev 37' | Nacionalni stadion, Varšava Broj gledatelja: 55 920 Sudac: Wolfgang Stark |

| 16. lipnja 2012. 20:45 (UTC+2) |             |         |                                                                        |
| Češka                          | 1 : 0       | Poljska | Stadion Miejski, Wrocław Broj gledatelja: 41 480 Sudac: Craig Thompson |
| Jiráček 72'                    | (izvještaj) |         | Stadion Miejski, Wrocław Broj gledatelja: 41 480 Sudac: Craig Thompson |

| 16. lipnja 2012. 20:45 (UTC+2) |             |        |                                                                           |
| Grčka                          | 1 : 0       | Rusija | Nacionalni stadion, Varšava Broj gledatelja: 55 614 Sudac: Jonas Eriksson |
| Karagounis 45+2'               | (izvještaj) |        | Nacionalni stadion, Varšava Broj gledatelja: 55 614 Sudac: Jonas Eriksson |

### Skupina B
| Momčad     | Uta. | Pob. | Izj. | Por. | PoG. | PrG. | GR | Bod. |
| ---------- | ---- | ---- | ---- | ---- | ---- | ---- | -- | ---- |
| Njemačka   | 3    | 3    | 0    | 0    | 5    | 2    | +3 | 9    |
| Portugal   | 3    | 2    | 0    | 1    | 5    | 4    | +1 | 6    |
| Danska     | 3    | 1    | 0    | 2    | 4    | 5    | -1 | 3    |
| Nizozemska | 3    | 0    | 0    | 3    | 2    | 5    | −3 | 0    |

| 9. lipnja 2012. 18:00 (UTC+2) |             |                 |                                                                       |
| Nizozemska                    | 0 : 1       | Danska          | Stadion Metalist, Harkiv Broj gledatelja: 35 923 Sudac: Damir Skomina |
|                               | (izvještaj) | Krohn-Dehli 24' | Stadion Metalist, Harkiv Broj gledatelja: 35 923 Sudac: Damir Skomina |

| 9. lipnja 2012. 20:45 (UTC+2) |             |          |                                                                   |
| Njemačka                      | 1 : 0       | Portugal | Arena Lavov, Lavov Broj gledatelja: 32 990 Sudac: Stéphane Lannoy |
| Gómez 72'                     | (izvještaj) |          | Arena Lavov, Lavov Broj gledatelja: 32 990 Sudac: Stéphane Lannoy |

| 13. lipnja 2012. 18:00 (UTC+2) |             |                                 |                                                                 |
| Danska                         | 2 : 3       | Portugal                        | Arena Lavov, Lavov Broj gledatelja: 31 840 Sudac: Craig Thomson |
| Bendtner 41', 80'              | (izvještaj) | Pepe 24' Postiga 36' Varela 87' | Arena Lavov, Lavov Broj gledatelja: 31 840 Sudac: Craig Thomson |

| 13. lipnja 2012. 20:45 (UTC+2) |             |               |                                                                        |
| Nizozemska                     | 1 : 2       | Njemačka      | Stadion Metalist, Harkiv Broj gledatelja: 37 750 Sudac: Jonas Eriksson |
| Van Persie 73'                 | (izvještaj) | Gómez 24' 38' | Stadion Metalist, Harkiv Broj gledatelja: 37 750 Sudac: Jonas Eriksson |

| 17. lipnja 2012. 20:45 (UTC+2) |             |                   |                                                                        |
| Portugal                       | 2 : 1       | Nizozemska        | Stadion Metalist, Harkiv Broj gledatelja: 37 445 Sudac: Nicola Rizzoli |
| Cristiano Ronaldo 28', 74'     | (izvještaj) | van der Vaart 11' | Stadion Metalist, Harkiv Broj gledatelja: 37 445 Sudac: Nicola Rizzoli |

| 17. lipnja 2012. 20:45 (UTC+2) |             |                         |                                                                           |
| Danska                         | 1 : 2       | Njemačka                | Arena Lavov, Lavov Broj gledatelja: 32 990 Sudac: Carlos Velasco Carballo |
| Krohn-Dehli 24'                | (izvještaj) | Podolski 19' Bender 80' | Arena Lavov, Lavov Broj gledatelja: 32 990 Sudac: Carlos Velasco Carballo |

### Skupina C
| Momčad     | Uta. | Pob. | Izj. | Por. | PoG. | PrG. | GR | Bod. |
| ---------- | ---- | ---- | ---- | ---- | ---- | ---- | -- | ---- |
| Španjolska | 3    | 2    | 1    | 0    | 6    | 1    | +5 | 7    |
| Italija    | 3    | 1    | 2    | 0    | 4    | 2    | +2 | 5    |
| Hrvatska   | 3    | 1    | 1    | 1    | 4    | 3    | +1 | 4    |
| Irska      | 3    | 0    | 0    | 3    | 1    | 9    | −8 | 0    |

| 10. lipnja 2012. 18:00 (UTC+2) |             |               |                                                                |
| Španjolska                     | 1 : 1       | Italija       | PGE Arena, Gdańsk Broj gledatelja: 38 869 Sudac: Viktor Kassai |
| Fàbregas 64'                   | (izvještaj) | Di Natale 61' | PGE Arena, Gdańsk Broj gledatelja: 38 869 Sudac: Viktor Kassai |

| 10. lipnja 2012. 20:45 (UTC+2) |             |                               |                                                                      |
| Irska                          | 1 : 3       | Hrvatska                      | Stadion Miejski, Poznań Broj gledatelja: 40 000 Sudac: Björn Kuipers |
| Ledger 19'                     | (izvještaj) | Mandžukić 3', 49' Jelavić 43' | Stadion Miejski, Poznań Broj gledatelja: 40 000 Sudac: Björn Kuipers |

| 14. lipnja 2012. 18:00 (UTC+2) |             |               |                                                                    |
| Italija                        | 1 : 1       | Hrvatska      | Stadion Miejski, Poznań Broj gledatelja: 37 096 Sudac: Howard Webb |
| Pirlo 39'                      | (izvještaj) | Mandžukić 72' | Stadion Miejski, Poznań Broj gledatelja: 37 096 Sudac: Howard Webb |

| 14. lipnja 2012. 20:45 (UTC+2)        |             |       |                                                                |
| Španjolska                            | 4 : 0       | Irska | PGE Arena, Gdańsk Broj gledatelja: 39 150 Sudac: Pedro Proença |
| Torres 4', 70' Silva 49' Fàbregas 83' | (izvještaj) |       | PGE Arena, Gdańsk Broj gledatelja: 39 150 Sudac: Pedro Proença |

| 18. lipnja 2012. 20:45 (UTC+2) |             |            |                                                                 |
| Hrvatska                       | 0 : 1       | Španjolska | PGE Arena, Gdańsk Broj gledatelja: 39 076 Sudac: Wolfgang Stark |
|                                | (izvještaj) | Navas 88'  | PGE Arena, Gdańsk Broj gledatelja: 39 076 Sudac: Wolfgang Stark |

| 18. lipnja 2012. 20:45 (UTC+2) |             |       |                                                                     |
| Italija                        | 2 : 0       | Irska | Stadion Miejski, Poznań Broj gledatelja: 38 794 Sudac: Cüneyt Çakır |
| Cassano 35' Balotelli 90'      | (izvještaj) |       | Stadion Miejski, Poznań Broj gledatelja: 38 794 Sudac: Cüneyt Çakır |

### Skupina D
| Momčad    | Uta. | Pob. | Izj. | Por. | PoG. | PrG. | GR | Bod. |
| --------- | ---- | ---- | ---- | ---- | ---- | ---- | -- | ---- |
| Engleska  | 3    | 2    | 1    | 0    | 5    | 3    | +2 | 7    |
| Francuska | 3    | 1    | 1    | 1    | 3    | 3    | 0  | 4    |
| Ukrajina  | 3    | 1    | 0    | 2    | 2    | 4    | −2 | 3    |
| Švedska   | 3    | 1    | 0    | 2    | 5    | 5    | 0  | 3    |

| 11. lipnja 2012. 18:00 (UTC+2) |             |             |                                                                     |
| Francuska                      | 1 : 1       | Engleska    | Donbas Arena, Donjeck Broj gledatelja: 47 400 Sudac: Nicola Rizzoli |
| Nasri 39'                      | (izvještaj) | Lescott 30' | Donbas Arena, Donjeck Broj gledatelja: 47 400 Sudac: Nicola Rizzoli |

| 11. lipnja 2012. 20:45 (UTC+2) |             |                 |                                                                       |
| Ukrajina                       | 2 : 1       | Švedska         | Olimpijski stadion, Kijev Broj gledatelja: 64 290 Sudac: Cüneyt Çakır |
| Ševčenko 55' 62'               | (izvještaj) | Ibrahimović 52' | Olimpijski stadion, Kijev Broj gledatelja: 64 290 Sudac: Cüneyt Çakır |

| 15. lipnja 2012. 18:00 (UTC+2) |             |                      |                                                                    |
| Ukrajina                       | 0 : 2       | Francuska            | Donbas Arena, Donjeck Broj gledatelja: 48 000 Sudac: Björn Kuipers |
|                                | (izvještaj) | Ménez 53' Cabaye 56' | Donbas Arena, Donjeck Broj gledatelja: 48 000 Sudac: Björn Kuipers |

| 15. lipnja 2012. 21:00 (UTC+2)  |             |                                     |                                                                        |
| Švedska                         | 2 : 3       | Engleska                            | Olimpijski stadion, Kijev Broj gledatelja: 64 640 Sudac: Damir Skomina |
| Johnson 49' (a.g.) Mellberg 59' | (izvještaj) | Carroll 23' Walcott 64' Welbeck 78' | Olimpijski stadion, Kijev Broj gledatelja: 64 640 Sudac: Damir Skomina |

| 19. lipnja 2012. 20:45 (UTC+2) |             |          |                                                                    |
| Engleska                       | 1 : 0       | Ukrajina | Donbas Arena, Donjeck Broj gledatelja: 48 700 Sudac: Viktor Kassai |
| Rooney 48'                     | (izvještaj) |          | Donbas Arena, Donjeck Broj gledatelja: 48 700 Sudac: Viktor Kassai |

| 19. lipnja 2012. 20:45 (UTC+2) |             |           |                                                                        |
| Švedska                        | 2 : 0       | Francuska | Olimpijski stadion, Kijev Broj gledatelja: 63 010 Sudac: Pedro Proença |
| Ibrahimović 54' Larsson 90+1'  | (izvještaj) |           | Olimpijski stadion, Kijev Broj gledatelja: 63 010 Sudac: Pedro Proença |

## Drugi dio prvenstva
Drugi dio Eura 2012. uključuje pobjednike i drugoplasirane iz četiri skupine koji se natječu u utakmicama bez uzvrata. Ovaj dio ima 3 kruga natjecanja, četvrtfinale, polufinale i finale na Olimpijskom stadionu u Kijevu. Igra se u nokaut formatu, znači ako utakmica bude izjednačena igraju se produžetci, a nakon toga, ako rezultat ostane nepromijenjen, izvode se jedanaesterci.
|  | Četvrtfinale         | Četvrtfinale         |                      |       | Polufinale | Polufinale |  |  | Finale | Finale |
|  |                      |                      |                      |       |            |            |  |  |        |        |
|  | 21. lipnja – Varšava |                      |                      |       |            |            |  |  |        |        |
|  |                      |                      |                      |       |            |            |  |  |        |        |
|  | Češka                | 0                    |                      |       |            |            |  |  |        |        |
|  | Češka                | 0                    | 27. lipnja – Donjeck |       |            |            |  |  |        |        |
|  | Portugal             | 1                    |                      |       |            |            |  |  |        |        |
|  | Portugal             | 1                    | Portugal             | 0 (2) |            |            |  |  |        |        |
|  | 23. lipnja – Donjeck |                      | Portugal             | 0 (2) |            |            |  |  |        |        |
|  |                      | Španjolska           | 0 (4)                |       |            |            |  |  |        |        |
|  | Španjolska           | Španjolska           | 0 (4)                | 2     |            |            |  |  |        |        |
|  | Španjolska           |                      | 1. srpnja – Kijev    | 2     |            |            |  |  |        |        |
|  | Francuska            | 0                    |                      |       |            |            |  |  |        |        |
|  | Francuska            | 0                    | Španjolska           | 4     |            |            |  |  |        |        |
|  | 22. lipnja – Gdańsk  |                      | Španjolska           | 4     |            |            |  |  |        |        |
|  |                      | Italija              | 0                    |       |            |            |  |  |        |        |
|  | Njemačka             | Italija              | 0                    | 4     |            |            |  |  |        |        |
|  | Njemačka             | 28. lipnja – Varšava |                      | 4     |            |            |  |  |        |        |
|  | Grčka                | 2                    |                      |       |            |            |  |  |        |        |
|  | Grčka                | 2                    | Njemačka             | 1     |            |            |  |  |        |        |
|  | 24. lipnja – Kijev   |                      | Njemačka             | 1     |            |            |  |  |        |        |
|  |                      | Italija              | 2                    |       |            |            |  |  |        |        |
|  | Engleska             | Italija              | 2                    | 0 (2) |            |            |  |  |        |        |
|  | Engleska             |                      |                      | 0 (2) |            |            |  |  |        |        |
|  | Italija              | 0 (4)                |                      |       |            |            |  |  |        |        |
|  | Italija              | 0 (4)                |                      |       |            |            |  |  |        |        |

### Četvrtzavršnica
| 21. lipnja 2012. 20:45 (UTC+2) |             |             |                                                                        |
| Češka                          | 0 : 1       | Portugal    | Nacionalni stadion, Varšava Broj gledatelja: 55 590 Sudac: Howard Webb |
|                                | (izvještaj) | Ronaldo 79' | Nacionalni stadion, Varšava Broj gledatelja: 55 590 Sudac: Howard Webb |

| 22. lipnja 2012. 20:45 (UTC+2)          |             |                                   |                                                                 |
| Njemačka                                | 4 : 2       | Grčka                             | PGE Arena, Gdanjsk Broj gledatelja: 38 751 Sudac: Damir Skomina |
| Lahm 39' Khedira 61' Klose 68' Reus 74' | (izvještaj) | Samaras 55' Salpigidis 89' (pen.) | PGE Arena, Gdanjsk Broj gledatelja: 38 751 Sudac: Damir Skomina |

| 23. lipnja 2012. 21:45 (UTC+3) |             |           |                                                                     |
| Španjolska                     | 2 : 0       | Francuska | Donbas Arena, Donjeck Broj gledatelja: 47 000 Sudac: Nicola Rizzoli |
| Alonso 19' 90+1' (pen.)        | (izvještaj) |           | Donbas Arena, Donjeck Broj gledatelja: 47 000 Sudac: Nicola Rizzoli |

| 24. lipnja 2012. 21:45 (UTC+3) |             |         |                                                                        |
| Engleska                       | 0 : 0 (pr.) | Italija | Olimpijski stadion, Kijev Broj gledatelja: 64 340 Sudac: Pedro Proença |
|                                | (izvještaj) |         | Olimpijski stadion, Kijev Broj gledatelja: 64 340 Sudac: Pedro Proença |

|                           |     | jedanaesterci                               |  |  |
| Gerrard Rooney Young Cole | 2:4 | Balotelli Montolivo Pirlo Nocerino Diamanti |  |  |
|                           |     |                                             |  |  |

### Poluzavršnica
| 27. lipnja 2012. 20:45 (UTC+3) |             |            |                                                                   |
| Portugal                       | 0 : 0       | Španjolska | Donbas Arena, Donjeck Broj gledatelja: 48 000 Sudac: Cüneyt Çakır |
|                                | (izvještaj) |            | Donbas Arena, Donjeck Broj gledatelja: 48 000 Sudac: Cüneyt Çakır |

|                          |     | jedanaesterci                       |  |  |
| Moutinho Pepe Nani Alves | 2:4 | Alonso Iniesta Piqué Ramos Fàbregas |  |  |
|                          |     |                                     |  |  |

| 28. lipnja 2012. 20:45 (UTC+2) |             |                   |                                                                            |
| Njemačka                       | 1 : 2       | Italija           | Nacionalni stadion, Varšava Broj gledatelja: 55 540 Sudac: Stéphane Lannoy |
| Özil 90+2' (pen.)              | (izvještaj) | Balotelli 20' 36' | Nacionalni stadion, Varšava Broj gledatelja: 55 540 Sudac: Stéphane Lannoy |

### Završnica
| 1. srpnja 2012. 21:45 (UTC+3)          |             |         |                                                                        |
| Španjolska                             | 4:0         | Italija | Olimpijski stadion, Kijev Broj gledatelja: 63 170 Sudac: Pedro Proença |
| Silva 14' Alba 41' Torres 84' Mata 88' | (izvještaj) |         | Olimpijski stadion, Kijev Broj gledatelja: 63 170 Sudac: Pedro Proença |

## Statistika

### Strijelci
3 pogotka
| - Mario Mandžukić - Mario Gómez | - Cristiano Ronaldo - Alan Džagojev | - Mario Balotelli - Fernando Torres |  |

2 pogotka
| - Václav Pilař - Petr Jiráček - Nicklas Bendtner - Michael Krohn-Dehli | - Dimitris Salpigidis - Xabi Alonso - Cesc Fàbregas | - David Silva - Zlatan Ibrahimović - Andrij Ševčenko |  |

1 pogodak
| - Nikica Jelavić - Andy Carroll - Joleon Lescott - Wayne Rooney - Theo Walcott - Danny Welbeck - Yohan Cabaye - Jérémy Ménez - Samir Nasri - Lars Bender | - Sami Khedira - Miroslav Klose - Philipp Lahm - Lukas Podolski - Marco Reus - Mesut Özil - Theofanis Gekas - Giorgos Karagounis - Georgios Samaras | - Sean St Ledger - Antonio Cassano - Antonio Di Natale - Andrea Pirlo - Rafael van der Vaart - Robin van Persie - Jakub Błaszczykowski - Robert Lewandowski - Pepe | - Hélder Postiga - Silvestre Varela - Roman Pavljučenko - Roman Širokov - Jesús Navas - Jordi Alba - Juan Mata - Sebastian Larsson - Olof Mellberg |

auto-golovi
- Glen Johnson (protiv Švedske)

### Asistenti
3 asistencije
| - Steven Gerrard - Mesut Özil | - Andrej Aršavin - David Silva |

2 asistencije
| - Karim Benzema - Bastian Schweinsteiger - Andrea Pirlo | - Nani - João Moutinho | - Xavi Hernández - Sebastian Larson |  |

1 asistencija
| - Ivan Perišić - Darijo Srna - Ivan Strinić - Milan Baroš - Theodor Gebre Selassie - Tomáš Hübschman - Jaroslav Plašil - Nicklas Bendtner - Lars Jacobsen - Michael Krohn-Dehli | - Theo Walcott - Franck Ribéry - Jérôme Boateng - Mario Gomez - Sami Khedira - Miroslav Klose - Dimitris Salpingidis - Vasilis Torosidis - Aiden McGeady - Antonio Cassano | - Alessandro Diamanti - Riccardo Montolivo - Arjen Robben - Wesley Sneijder - Jakub Błaszczykowski - Ludovic Obraniak - Fábio Coentrão - João Pereira - Aleksandr Keržakov - Roman Pavljučenko | - Jordi Alba - Andrés Iniesta - Fernando Torres - Cesc Fàbregas - Samuel Holmén - Kim Källström - Olof Mellberg - Jevhen Konopljanka - Andrij Jarmolenko |

### Jedanaesterci
postignuti
- Dimitris Salpigidis (Grčka – Njemačka)
- Xabi Alonso (Španjolska – Francuska)
- Mesut Özil (Njemačka – Italija)

promašeni
- Giorgos Karagounis (Grčka – Poljska; obranio Przemysław Tytoń)

## Nagrade
| Pobjednici Europskog nogometnog prvenstva 2012. |
| ŠPANJOLSKA Treći naslov                         |

### Najbolji strijelac i igrač
Na završetku prvenstva, šestorica su igrača bila izjednačena za osvajanje Zlatne kopačke za najboljeg strijelca turnira: Mario Mandžukić, Mario Gómez, Cristiano Ronaldo, Alan Džagojev, Mario Balotelli i Fernando Torres; svaki s 3 pogotka na turniru. U slučaju izjednačenja, zlatna se kopačka daje igraču s najviše asistencija. Samo su dvojica najboljih strijelaca imala po 1 asistenciju, Fernando Torres i Mario Gómez. U takvom se slučaju gleda koji je igrač odigrao manje minuta na prvenstvu, a Torres je igrao 92 minute manje od Gómeza, tako osvojivši Zlatnu kopačku. Torres je također postao previ igrač koji je postigao pogodak u dva finala. Nizozemac Klaas-Jan Huntelaar ukupni je najbolji strijelac Europskog nogometnog prvenstva 2012., uključujući i kavalifikacije, s 12 pogodaka. Zlatnu loptu za najboljeg igrača prvenstva osvojio je isto Španjolac, Andrés Iniesta.
| Dobitnik zlatne kopačke: | Dobitnik zlatne lopte: |
| ------------------------ | ---------------------- |
| Fernando Torres          | Andrés Iniesta         |

### Idealna momčad
UEFA-ina Tehnička ekipa bila je zadužena za imenovanje momčadi od 23 najbolja igrača prvenstva. Skupina od jedanaest analitičara pogledala je svaku utakmicu na turniru prije donošenja konačne odluke. Desetorica igrača iz pobjedničke momčadi Španjolske nalazi se na popisu, dok je Zlatan Ibrahimović jedini igrač čija je momčad ispala u natjecanju po skupinama.
| Vratari                                     | Braniči                                                               | Vezni igrači | Napadači                                                                       |
| ------------------------------------------- | --------------------------------------------------------------------- | --- | ------------------------------------------------------------------------------ |
| Gianluigi Buffon Iker Casillas Manuel Neuer | Jordi Alba Fábio Coentrão Philipp Lahm Pepe Gerard Piqué Sergio Ramos | Xabi Alonso Sergio Busquets Steven Gerrard Andrés Iniesta Sami Khedira Mesut Özil Andrea Pirlo Daniele De Rossi Xavi | Mario Balotelli Cesc Fàbregas Zlatan Ibrahimović Cristiano Ronaldo David Silva |

## Suci
UEFA je na Europsko prvenstvo pozvala 12 sudaca i po 4 četvrtih sudaca. Svaka sudačka ekipa sadrži pet članova iz iste država: jedan glavni sudac, dva pomoćna sudca na aut linijama, te dva dodatna pomoćna sudca na gol-aut linijama. Također, dodan je jedan rezervni pomoćni sudac za svaku državu, koji je dodan u slučaju da jedan od pomoćnih sudaca bude onemogućen za suđenje na Euru 2012. Finale prvenstva sudio je portugalac Pedro Proença.
| Zemlja     | Sudac                   | Pomoćnici                                          | Rezervni pomoćnik     | Dodatni pomoćnici                          | Uta. | Žuti kartoni | Dva žuta kartona | Crveni kartoni |
| ---------- | ----------------------- | -------------------------------------------------- | --------------------- | ------------------------------------------ | ---- | ------------ | ---------------- | -------------- |
| Portugal   | Pedro Proença           | Bertino Miranda Ricardo Santos                     | Jose Tiago Trigo      | Manuel De Sousa Duarte Gomes               | 4    | 12           | 0                | 0              |
| Turska     | Cüneyt Çakır            | Bahattin Duran Tarık Ongun                         | Mustafa Emre Eyisoy   | Hüseyin Göçek Bülent Yıldırım              | 3    | 16           | 1                | 0              |
| Francuska  | Stéphane Lannoy         | Eric Dansault Frédéric Cano                        | Michael Annonier      | Fredy Fautrel Ruddy Buquet                 | 3    | 15           | 0                | 0              |
| Engleska   | Howard Webb             | Michael Mullarkey Peter Kirkup                     | Stephen Child         | Martin Atkinson Mark Clattenburg           | 3    | 9            | 0                | 0              |
| Slovenija  | Damir Skomina           | Primož Arhar Marko Stančin                         | Matej Žunič           | Matej Jug Slavko Vinčič                    | 3    | 9            | 0                | 0              |
| Italija    | Nicola Rizzoli          | Renato Faverani Andrea Stefani                     | Luca Maggiani         | Gianluca Rocchi Paolo Tagliavento          | 3    | 8            | 0                | 0              |
| Mađarska   | Viktor Kassai           | Gábor Erős György Ring                             | Róbert Kispál         | István Vad Tamás Bognár                    | 2    | 12           | 0                | 0              |
| Škotska    | Craig A. Thomson        | Alasdair Ross Derek Rose                           | Graham Chambers       | William Collum Euan Norris                 | 2    | 12           | 0                | 0              |
| Njemačka   | Wolfgang Stark          | Jan-Hendrik Salver Mike Pickel                     | Mark Borsch           | Florian Meyer Deniz Aytekin                | 2    | 10           | 0                | 0              |
| Švedska    | Jonas Eriksson          | Stefan Wittberg Mathias Klasenius                  | Fredrik Nilsson       | Markus Strömbergsson Stefan Johannesson    | 2    | 9            | 0                | 0              |
| Nizozemska | Björn Kuipers           | Sander Van Roekel Erwin Zeinstra                   | Norbertus Simons      | Pol van Boekel Richard Liesveld            | 2    | 8            | 0                | 0              |
| Španjolska | Carlos Velasco Carballo | Roberto Alonso Fernandez Juan Carlos Yuste Jiménez | Jesús Calvo Guadamuro | David Fernández Borbalán Carlos Clos Gómez | 2    | 2            | 1                | 1              |

Osim već navedenih, još 8 sudaca je izabrano kao 4. suci na utakmicama:
| Država   | Sudac            | Država   | Sudac             |
| -------- | ---------------- | -------- | ----------------- |
| Poljska  | Marcin Borski    | Irska    | Damien MacGraith  |
| Norveška | Tom Harald Hagen | Poljska  | Marcin Borkowski  |
| Češka    | Pavel Královec   | Slovačka | Roman Sliško      |
| Ukrajina | Wiktor Schwezow  | Ukrajina | Olexander Wojtjuk |

## Simboli prvenstva

### Maskote
Maskote prvenstva najavljene su u prosincu 2010. nakon glasanja na službenoj web-stanici UEFA-e. Glasalo je više od 40 000 ljudi, a rezultati su bili sljedeći:
- Slavek i Slavko: 56% glasova
- Siemko i Strimko: 29% glasova
- Klemek i Ladko: 15% glasova

### Logo i slogan
Službeni logotip Europskog prvenstva 2012. najavljen je 14. prosinca 2009. na posebnoj svečanosti na Trgu Mihailivska u Kijevu. Izgled je dobio od Wycinankija, tradicionalne poljske umjetnosti rezanja papira, koja se nalazi i kod nekih ruralnih predjela Ukrajine. Logotip predstavlja prirodu ruralnih predjela obiju zemalja. Kao dio svečanosti, poznate građevine u gradovima domaćinima prikazane su uz logo prvenstva.
Što se tiče službenog slogana Eura 2012, on glasi "Stvaramo povijest zajedno" (poljski: Razem tworzymy przyszłość, ukrajinski: Творимо історію разом, Tvorymo istoriyu razom), i najavljen je isti dan kad i logotip. Slogan predstavlja činjenicu da su Poljska i Ukrajina najistočnije zemlje koje su ugostile Europsko nogometno prvenstvo.

### Službena lopta
Službena lopta prvenstva je Adidasova lopta Tango 12. Dizajnirana je u namjeri da bude lakša za kontrolu od nepredvidive lopte Jabulani sa Svjetskog prvenstva 2010.

## Vanjske poveznice
- Službena stranica
- Neslužbena stranica
- Informacije o Euru 2012.  Arhivirana inačica izvorne stranice od 21. svibnja 2008. (Wayback Machine)